# Chum Ta Bong (huyện)
Chum Ta Bong (tiếng Thái: ชุมตาบง) là một huyện (amphoe) ở phía tây của tỉnh Nakhon Sawan, phía bắc Thái Lan.

## Lịch sử
Cộng đồng Chum Ta Bong được thiết lập bởi dân từ tambon Wang Mueang, huyện Lat Yao năm 1967. Cộng đồng này thuộc tambon Huai Nam Hom.
Khi chính quyền lập tiểu huyện Mae Wong vào năm 1992, Huai Nam Hom nằm trong huyện này. Sau này, Huai Nam Hom được chia ra thành 3 tambon, Huai Nam Hom, Chum Ta Bong và Pang Sawan.
Từ ngày 1/7/1997 tambon Chum Ta Bong và Pang Sawan đã được tách ra từ Mae Wong để thành tiểu huyện (King Amphoe) Chum Ta Bong.
Theo quyết định của chính phủ Thái Lan ngày 15 tháng 5 năm 2007, tất cả 81 tiểu huyện đều được nâng thành huyện. Với việc đăng công báo hoàng gia ngày 24 tháng 8, việc nâng cấp thành chính thức.
.

## Địa lý
Các huyện giáp ranh (từ phía bắc theo chiều kim đồng hồ) là Mae Wong và Lat Yao của tỉnh Nakhon Sawan, Sawang Arom và Lan Sak của tỉnh Uthai Thani, và Mae Poen của Nakhon Sawan.

## Hành chính
Tiểu huyện được chia ra thành 2 phó huyện (tambon), các đơn vị này lại được chia ra thành 22 làng (muban). Không có khu vực thành thị, có 2 Tổ chức hành chính tambon.
| STT | Tên          | Tên tiếng Thái | Số làng | Dân số |  |
| --- | ------------ | -------------- | ------- | ------ |  |
| 1.  | Chum Ta Bong | ชุมตาบง         | 12      | 11.623 |  |
| 2.  | Pang Sawan   | ปางสวรรค์       | 10      | 6.746  |  |